# قار چینی
قار چینی (نام علمی: Egretta eulophotes) گونه‌ای پرنده از خانواده حواصیلان و راستهٔ لک‌لک‌سانان است که نوک باریک و نیزه‌ای و زرد و پاهایی با انگشتان دراز دارد.